# ليان كارول
ليان كارول (بالإنجليزية: Liane Carroll)‏ هي مغنية وعازفة الجاز وملحنة وعازفة بيانو بريطانية، ولدت في 9 فبراير 1964 في لندن في المملكة المتحدة.

## وصلات خارجية
- الموقع الرسمي
- ليان كارول على موقع ميوزك برينز (الإنجليزية)
- ليان كارول على موقع أول ميوزيك (الإنجليزية)
- ليان كارول على موقع ديسكوغز (الإنجليزية)